# Arborophila cambodiana
La arborófila de Camboya (Arborophila cambodiana) es una especie de ave galliforme de la familia Phasianidae endémica del sureste asiático. 

## Distribución y hábitat
Se encuentra únicamente en los bosques tropicales de montaña del oeste de Camboya y el extremo sureste de Tailandia. 

## Taxonomía
Se reconocen dos subespecies:
- A. c. cambodiana;
- A. c. chandamonyi.

Anteriormente se consideraba a la arborófila de Tailandia una subespecie de esta especie pero ahora se la considera una especie separada (A. diversa).